# Newton Lima
Newton Lima Neto (São Paulo, 28 de fevereiro de 1953) é um político brasileiro. Foi prefeito de São Carlos por dois mandatos consecutivos (2001-2004 - 2005—2008) e reitor da Universidade Federal de São Carlos (1992/1996).
Assinou um manifesto em defesa da soberania nacional e contra as recentes declarações do presidente dos Estados Unidos, Donald Trump, repudiando a tentativa de interferência estrangeira no Judiciário brasileiro e denunciando o caráter político da decisão norte-americana de elevar para 50% a tarifa de importação de produtos brasileiros.

## Atividades políticas
- Candidato a vice-governador de São Paulo na chapa de Marta Suplicy (1998)
- Prefeito eleito de São Carlos para a gestão 2001-2004
- Participou da elaboração do Plano de Governo Federal do P - Campanha 2002 – área de Educação, Ciência e Tecnologia como Coordenador Geral da área.
- Vice-Presidente de Assuntos Temáticos da Frente Nacional de Prefeitos – maio de 2005 a maio de 2007
- Membro Titular do Conselho de Mercocidades, representando o Brasil – 2004 a 2007
- Coordenador da Unidade Temática de Ciência, Tecnologia e Capacitação da Rede Mercocidades 2004 a 2007
- Membro do Conselho Nacional de Juventude – Governo Federal, em agosto de 2006
- Prefeito reeleito de São Carlos para a gestão de 2005 a 2008
- Secretário Geral da Frente Nacional de Prefeitos, março de 2007 a abril de 2009
- Membro do Conselho Consultivo da (ANPROTEC) - Associação Nacional de Entidades Promotoras de Empreendimentos Inovadores de 2008.
- Eleito deputado federal em 2010.[3]
- Pré- candidato à Prefeitura de São Carlos em 2020[4]